# Planalto (kommun i Brasilien, Rio Grande do Sul)
Planalto är en kommun i Brasilien.   Den ligger i delstaten Rio Grande do Sul, i den södra delen av landet, 1 400 km söder om huvudstaden Brasília. Antalet invånare är 10 524.
Omgivningarna runt Planalto är en mosaik av jordbruksmark och naturlig växtlighet. Runt Planalto är det ganska tätbefolkat, med 62 invånare per kvadratkilometer.